# جامعة ترونوجويو
جامعة ترونوجويو (بالإندونيسية: Universitas Trunojoyo) هي جامعة عامة في بانجكالان ريجنسي (في جزيرة مادورا)، في مقاطعة جاوا الشرقية في إندونيسيا. تم إعادة تسمية الجامعة السابقة والتي كان يطلق عليها أونيجويو إلى ترونوجويو  كجامعة عامة بموجب المرسوم الرئاسي المؤرخ 5 يوليو 2001. تم افتتاح الكلية في 23 يوليو 2001 من قبل الرئيس الإندونيسي عبد الرحمن وحيد.

## التاريخ
جامعة ترونوجويو هي استمرار لجامعة بانغكالان مادورا (يونيبانغ)، استند «التغيير في الوضع» لمؤسسات التعليم العالي الخاصة إلى الجامعات الحكومية إلى المرسوم الرئاسي رقم 85 لعام 2001 المؤرخ 5 يوليو 2001.
تم الافتتاح في 23 يوليو 2001. في كلمته قال عبد الرحمن وحيد رئيس جمهورية إندونيسيا في ذلك الوقت، إنه تم الوصول إلى رغبة مجتمع مادوري في الحصول على جامعة حكومية.